# Сухопутные войска Иордании
Сухопутные войска Иордании (араб. القوات البرية الملكية الأردنية‎) — вид вооружённых сил Иордании.

## Структура[1]
В состав СВ Иордании входят 4 дивизии (2 танковые и 2 механизированные), 2 отдельные бригады (Королевской гвардии и спецназначения) и полевая артиллерийская бригада. Номера и состав соединений:
- 3-я танковая дивизия (2 танковых, 1 механизированная, 1 артиллерийская бригада и 1 бригада ПВО);
- 5-я танковая дивизия (2 танковых, 1 механизированная, 1 артиллерийская бригада и 1 бригада ПВО);
- 4-я механизированная дивизия (2 механизированная, 1 танковая, 1 артиллерийская бригада и 1 бригада ПВО);
- 12-я механизированная дивизия (2 механизированная, 1 танковая, 1 артиллерийская бригада и 1 бригада ПВО);
- отдельная бригада Королевской гвардии;
- 101-я отдельная бригада спецназа (71-й и 101-й батальоны специального назначения, 81-й и 91-й батальоны парашютистов, артиллерийский дивизион);
- полевая артиллерийская бригада (4 артиллерийских дивизиона);
- Южный военный район (3 пехотных и 1 разведывательный батальон).

## Знаки различия

### Генералы и офицеры
| Категории               | Генералы      | Генералы          | Генералы          | Генералы      | Генералы | Старшие офицеры | Старшие офицеры     | Старшие офицеры | Младшие офицеры | Младшие офицеры  | Младшие офицеры   | Кадеты  |
| ----------------------- | ------------- | ----------------- | ----------------- | ------------- | -------- | --------------- | ------------------- | --------------- | --------------- | ---------------- | ----------------- | ------- |
|                         |               |                   |                   |               |          |                 |                     |                 |                 |                  |                   |         |
| Иорданское звание       | Фельд-маршал  | Генерал           | Генерал-лейтенант | Генерал-майор | Бригадир | Полковник       | Полковник-лейтенант | Майор           | Капитан         | Первый лейтенант | Второй лейтенант  | Кадет   |
| Российское соответствие | Генерал армии | Генерал-полковник | Генерал-лейтенант | Генерал-майор | нет      | Полковник       | Подполковник        | Майор           | Капитан         | Лейтенант        | Младший лейтенант | Курсант |

### Сержанты и рядовые
| Категории               | Подофицеры             | Подофицеры     | Сержанты        | Сержанты | Сержанты        | Солдаты  | Солдаты | Солдаты |
| ----------------------- | ---------------------- | -------------- | --------------- | -------- | --------------- | -------- | ------- | ------- |
|                         |                        |                |                 |          |                 |          | 30px    |         |
| Иорданское звание       | Старший уоррент офицер | Уоррент офицер | Штаб-сержант    | Сержант  | Капрал          | Рядовой  | Солдат  |         |
| Российское соответствие | Старший прапорщик      | Прапорщик      | Старший сержант | Сержант  | Младший сержант | Ефрейтор | Рядовой |         |